# Trenýrkárna.cz
Trenýrkárna.cz je český internetový obchod prodávající spodní prádlo. Je jedním z internetových obchodů společnosti DaniDarx, s.r.o., registrovanou v obchodním rejstříku od roku 2012. Zakladatelé společnosti DaniDarx, s.r.o. jsou Ruslan Skopal a Adam Rožánek.

## Historie
Zakladatelé internetového obchodu Trenýrkárna.cz, Ruslan Skopal a Adam Rožánek, v roce 2012 zakoupili doménu trenyrkarna.cz a založili na ní e-shop. Zároveň tehdy otevřeli i první z prodejen.
V roce 2018 společnost DaniDarx, s.r.o. odkoupila českou značku STYX a začala ji prodávat na e-shopu trenýrkárna.cz.
V roce 2022 byla založena česká značka spodního prádla, NEDETO. Pod značkou NEDETO firma ve spolupráci s e-shopem trenýrkárna.cz v roce 2022 expanduje na zahraniční trhy formou nových e-shopů.
V roce 2024 má firma DaniDarx, s.r.o. e-shopy se spodním prádlem ve 23 evropských zemích. V roce 2024 jsou e-shopy NEDETO v České republice, Slovensku, Maďarsku, Rakousku, Slovinsku, Německu, Rumunsku, Polsku, Chorvatsku, Nizozemsku, Francii, Belgii, Bulharsku, Řecku, Itálii, Španělsku, Portugalsku, Litvě, Lotyšsku, Estonsku, Finsku, Dánsku a Švédsku.
Firma DaniDarx, s.r.o. ve spolupráci s e-shopem trenýrkárna.cz v roce 2023 investovala do značky Maluna vyrábějící menstruační kalhotky a plavky a v roce 2024 koupila českou oděvní značku Pietro Filipi.

## Služby
Specializuje se na prodej spodního prádla pro muže a ženy. Hlavními kategoriemi nabízeného zboží jsou trenýrky, boxerky, slipy a další typy spodního prádla pro muže, stejně jako dámské spodní prádlo, jako jsou kalhotky, podprsenky, body a další. Kromě spodního prádla e-shop nabízí i produkty jako pyžama, ponožky a plavky.